# 普利茅斯城市学院
普利茅斯城市學院是一所座落於英國英格蘭西南部德文郡普利茅斯的一所國立高等教育學府，毗鄰靜謐的泰默河，距離市中心步行15分鐘。該学院是普利茅斯大學的夥伴學院，舊名為普利茅斯進修教育學院，爾後在2007年1月1日更名。
　　普利茅斯城市學院於1887年由英國政府出資建立，為建校超過130年的公立學院，擁有豐富且悠久的文化歷史。在英國的高等教育學校中排名第6名，同時於2017年6月獲取全英國教學卓越架構金獎，與劍橋、牛津大學同年得獎，是相當優質的學校，亦是普利茅斯周邊地區最大的進修教育和技能培訓教育機構。擁有800名教職員工還有近4000名在讀的全日制學生（同時還有近15000名在職學生在這裡學習），這其中包括150名左右從世界25個不同國家前來就讀的國際學生。且普利茅斯城市學院校方尤其注重科學（Science）、技術（Technology）、工程（Engineering）與數學（Mathematics）的『STEM教育』，因此全新的STEM教育大樓也在2017年9月正式落成，使校內學生擁有更良好且更專業的學習環境，並於2020 英國《全國學生調查》中，普利茅斯城市學院經學生票選為英國最幸福的學生之一。
　　該學院提供的課程包括六個月制的大學預科課程、與大學銜接的本科、英語加強課程和碩士預科等，而為了使臺灣普通高中的學子們，能有一個更快捷且更有保障前往英國的升學管道，因此普利茅斯城市學院在2019年3月在台灣開始推行「臺英雙軌升學計畫」，並陸陸續續與臺灣當地多所普通高中合作，使學生在高中期間以免休學的方式，利用一學期或兩個暑假完成英國大學預科，學生可依此預科文憑申請就讀英國大學，藉以增加學生的升學選擇，目前合作高中有國立基隆女子高級中學、國立政治大學附屬高級中學、臺北市立南湖高級中學、臺北市立百齡高級中學、臺北市立麗山高級中學、臺北市立大同高級中學、臺北市立內湖高級中學、臺北市立中崙高級中學、臺北市立永春高級中學、臺北市立復興高級中學、臺北市立大理高級中學、臺北市立大安高級工業職業學校、臺北市私立靜修高級中學、臺北市私立景文高級中學、新北市立錦和高級中學、新北市立中和高級中學、新北市立三重高級中學、新北市立三民高級中學、新北市立新北高級中學、新北市立竹圍高級中學、桃園市立陽明高級中等學校、臺中市立臺中第二高級中等學校、臺中市立惠文高級中學、臺中市立龍津高級中等學校、臺南市私立興國高級中學、高雄市立新莊高級中學、國立鳳新高級中學等27所公私立高中職學校。有別於過往臺灣學生申請英國大學必須先就讀1年預科，才能申請進入英國大學第一年，該計畫使臺灣學生突破1年預科的門檻，學生將於高中在學期間免休學赴英修習一學期，即可同時取得臺英兩國文憑，畢業後直接可申請英國、澳洲、紐西蘭及加拿大等國際優秀大學。
　　2020年5月26日，普利茅斯城市學院與臺北市立南湖高級中學進一步擬定新的合作「臺英學士培育計畫」，同時透過台北市網路學校酷課雲的連結，共同在臺推動英國預科課程，並與臺北市立中崙高級中學、臺北市立大理高級中學、臺北市立復興高級中學、臺北市立大同高級中學、臺北市立麗山高級中學、臺北市立永春高級中學、臺北市立內湖高級中學、臺北市立大安高級工業職業學校等八所公立高中職學校建組跨校網路學校聯盟，一○九學年度將開設商業模組，課程皆以全英語授課，預定招收二十五位學生，讓學生得以先在高中校內修讀預科課程，不僅省去出國的時間與成本，更幫助學生奠定未來升讀國內外大學的基礎。  新北市則由多所高中各自開課，非聯盟模式。目前合作學校為新北市立錦和高級中學、新北市立中和高級中學、新北市立三重高級中學、新北市立竹圍高級中學。學生將在臺灣高中三年內，利用臺北市多元選修課程共同時間，修習這項計畫開設的六門多元選修課程，通過其中三門課程測驗並完成認證，即可取得英國普利茅斯城市學院的預科文憑，並在可高中畢業後到普利茅斯城市學院攻讀大學一年級。

## 創校歷史
1887年，英國普利茅斯市政特別委員會決定籌集資金建立一所科學、藝術和技術學校，來慶祝維多利亞女王的金婚紀念日。
1889年9月30日，鋪設“維多利亞女王登基60週年紀念”和“科學、藝術和技術學校”的兩塊石灰石地基。三年後，這棟建築竣工。1892年10月7日舉行的儀式，標誌著學校大樓移交手續完成和開始運營。
1914年，在第一次世界大戰爆發後不久，出於行政和防禦方面的原因三個城鎮（普利茅斯、德文波特和斯通豪斯）正式合併。學院隨後被稱為德文波特技術學院（Devonport Technical College）。
由於普利茅斯的戰略地位使其二戰期間受損嚴重。儘管沒有歷史記載學校是否也受到戰爭的衝擊，但戰後學校也伴隨著城市重建。1955年3月由ICI董事長亞歷山大·法立克博士（Alexander Fleck）對新校園重新揭幕。
1962年，該學院更名為普利茅斯理工學院（Plymouth College of Technology）。它向學生提供倫敦大學的外部學位，以及一系列專業和職業課程。因其屬進修教育的性質，學校也再更名為普利茅斯進修教育學院（College of Further Education, Plymouth）。
到20世紀80年代中期，該學院已成為從北至塔維斯托克，東至常春藤橋，東康沃爾職業教育的主要提供者。部分課程招收了留學生，並與法國、德國和荷蘭的教育機構在酒店、餐飲和電氣工程領域建立了學生交流的直接聯繫。
自20世紀90年代初以來，該校還提供高等教育。高等教育經費是政府出資，與普利茅斯大學和學院之間的學術合作協議管理。到1993-94學年結束時，該學院有大約2萬名註冊學生，相當於4500名全日制學生，實際上是12,500人，相當於普利茅斯人口的5％。

2007年1月1日起，它正式由普利茅斯進修教育學院更名成為普利茅斯城市學院（City College Plymouth）。新的名稱和新的願景、使命和價值觀的確立標誌著文化的轉變。普利茅斯城市學院的願景是成為西南地區領先的、以創新技術為基礎的學校，使命是「通過提供高品量的教育和培訓，建設一個更好的普利茅斯，提高學生的就業前景，滿足社區的職業需要」。2011年5月的評審之後，該學院成為英國第一個在試點評審之外被授予國際教育和培訓教育機構。2016年被英國的標準教育局（Ofsted common inspection framework）評為「優良且特色出眾」的學院。2017年6月在英國教學卓越架構教學評比中榮獲英國教學評價計劃的「金獎」。2017年9月STEM（科學、技術、工程和數學）教學中心建成並投入使用標誌著教學設施進一步提高。2020年被英國的標準教育局（Ofsted common inspection framework）評為「優良且特色出眾」的學院。2022年3月16日榮獲榮獲英格蘭西南地區第一所 Google 示範認證學院的殊榮。2023年9月在英國教學卓越架構教學評比中榮獲英國教學評價計劃的「金獎」

## 地理位置
普利茅斯城市學院是一所坐落在英格蘭西南部德文郡國王路的國立學校，位於英國海洋城市普利茅斯市西部，毗鄰靜謐的泰默河。從倫敦可便利抵達城市，搭火車需時3小時，巴士則需5小時，而學校則距離市中心步行15分鐘。

## 獲獎紀錄
- 2023年獲得女王周年紀念獎。[16]
- 2023年榮獲 Teaching Excellence Framework 教學卓越架構金獎。[17]
- 2021 年因國際化而受到獲得 AOC（大學協會）的燈塔獎。[18]
- 2020年被英國教育標準局OFSTED評為良好且特色出眾的學院。[19]
- 2017年被FE week雜誌評為英格蘭最佳學院第六名[20]
- 2017年雇主滿意度調查達99.5%，為全英國最高的。[21]
- 2017年學習者滿意度調查達 93.9%，為全英國第二。[22]

## 學院課程
學院的課程學習模式分為全日制、半日制和全日兼職制。提供的證書包括：本科學士學位（學士學位）、預科文憑（基礎學位）、高級國家證書（HNC）、國家高級學位證書（HND）。

## 教學建設
現代化的設施例如藏書豐富的圖書館、多個電腦室，以及投資數百萬英鎊的STEM教學中心（科學，技術，工程和數學）教學中心也於2016年建成並投入使用。另外設有學生中心、餐廳、體育館和健身房。

## 學校校徽
擁有海洋的顏色和線條象徵著普利茅斯城市學院與城市的地理位置密不可分。

## 校園環境

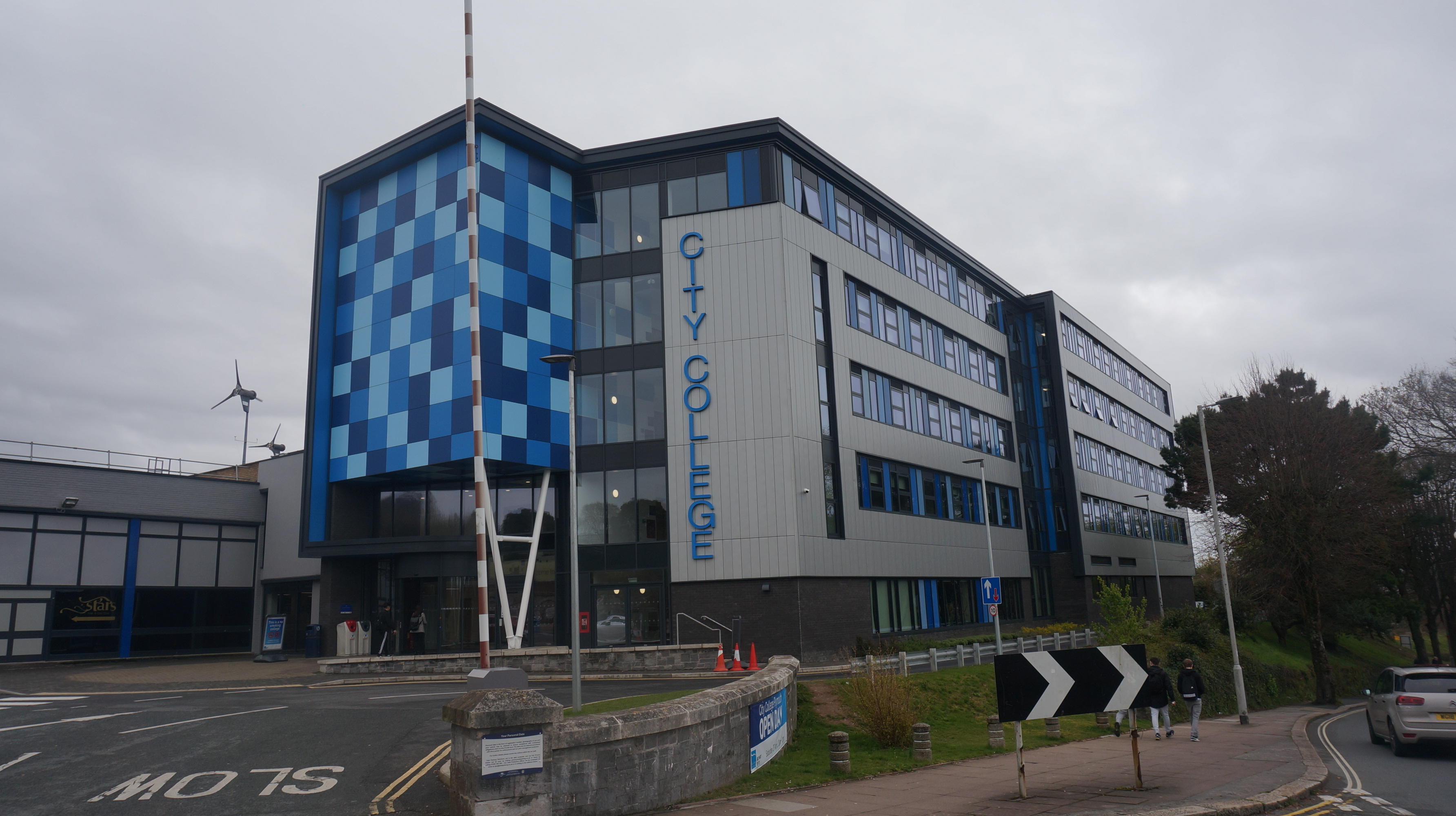
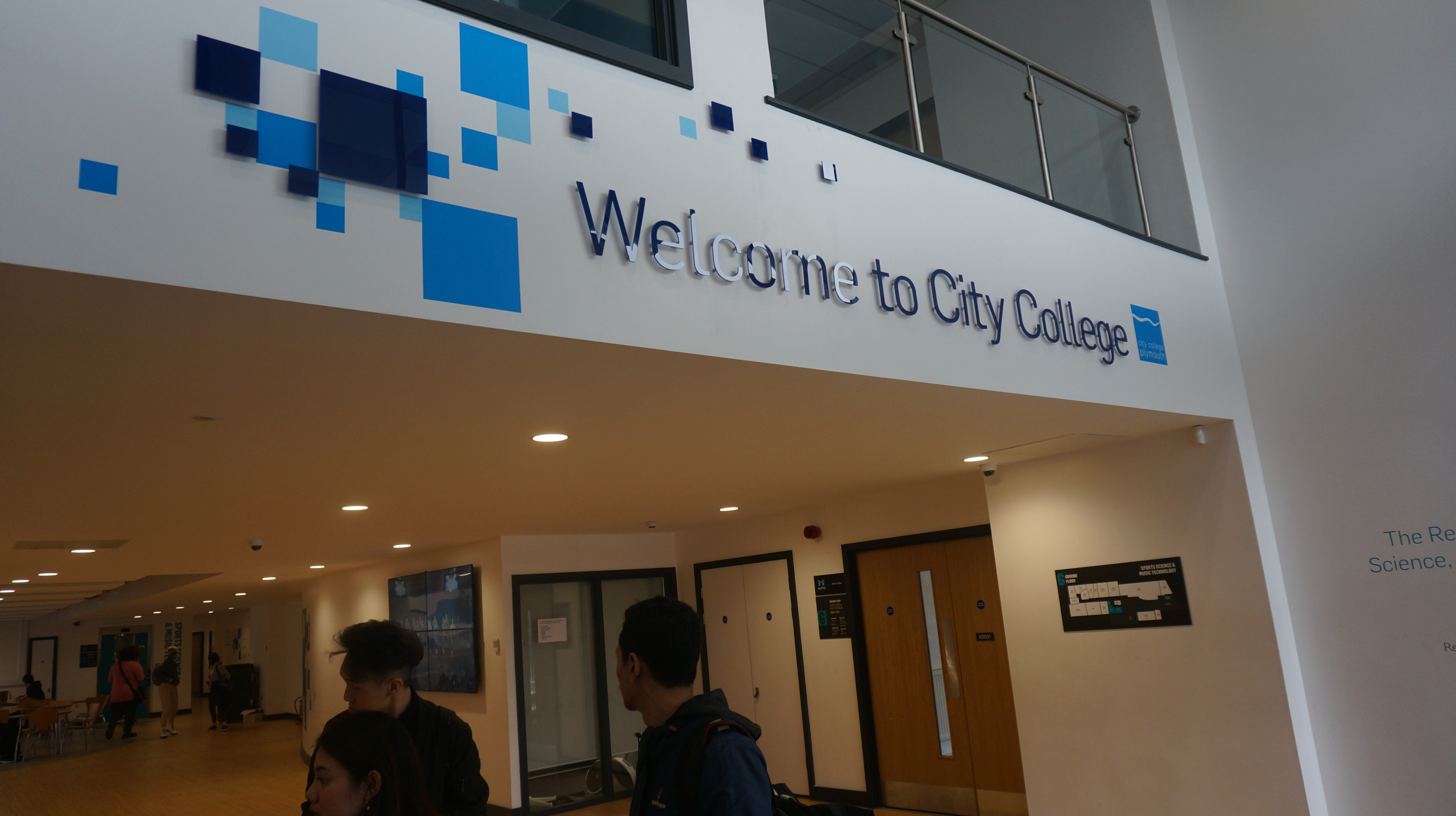
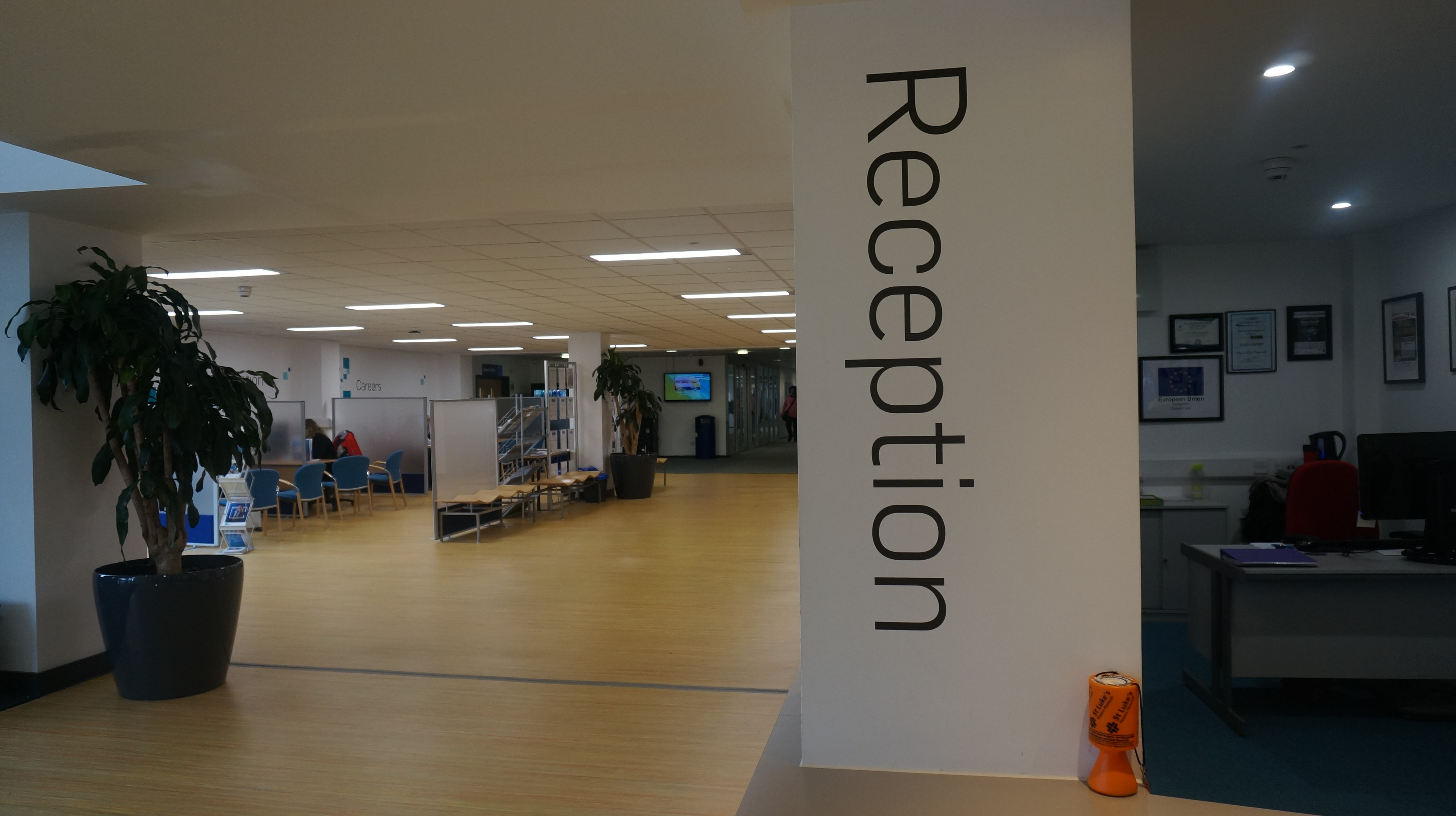
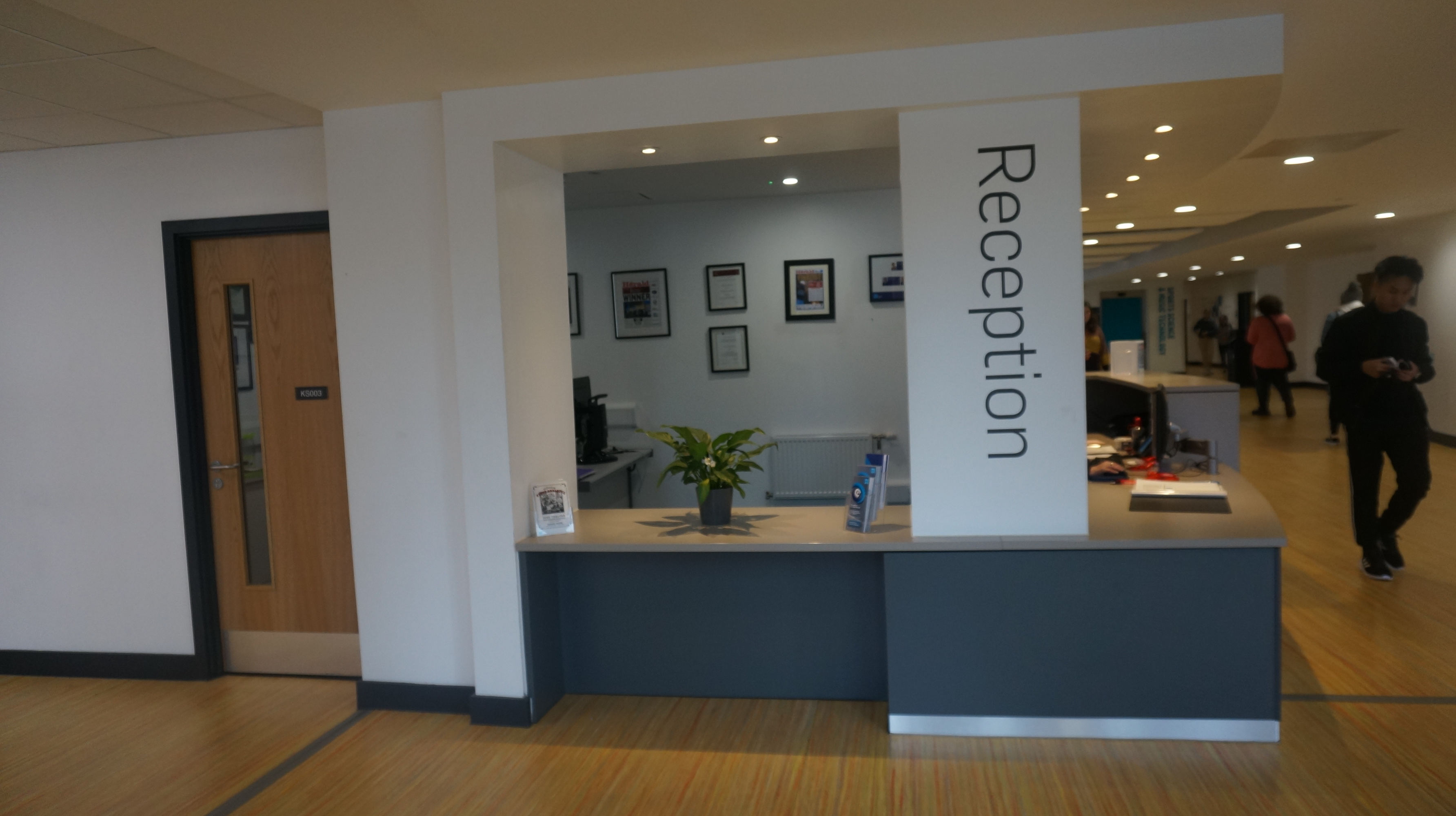
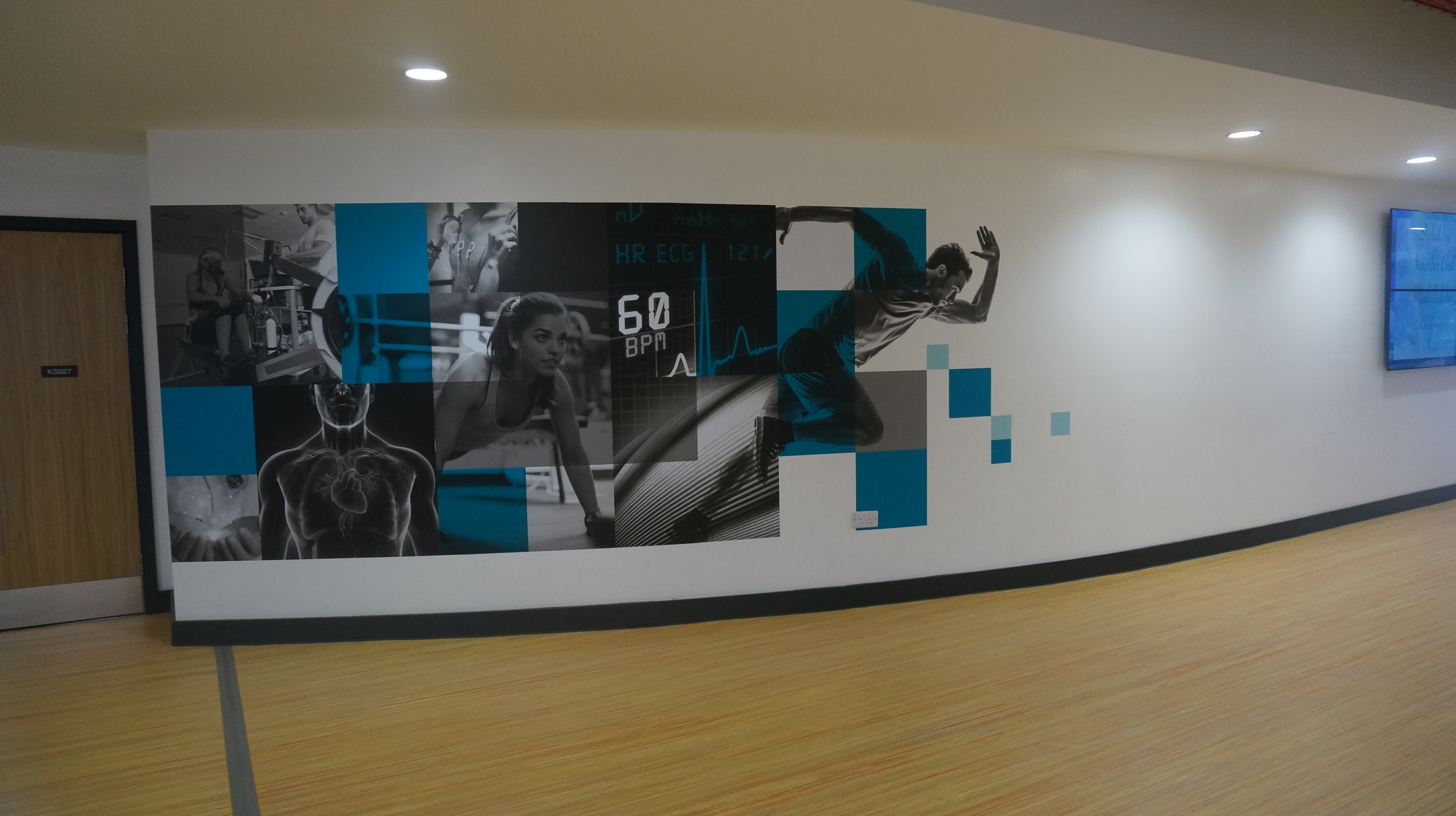
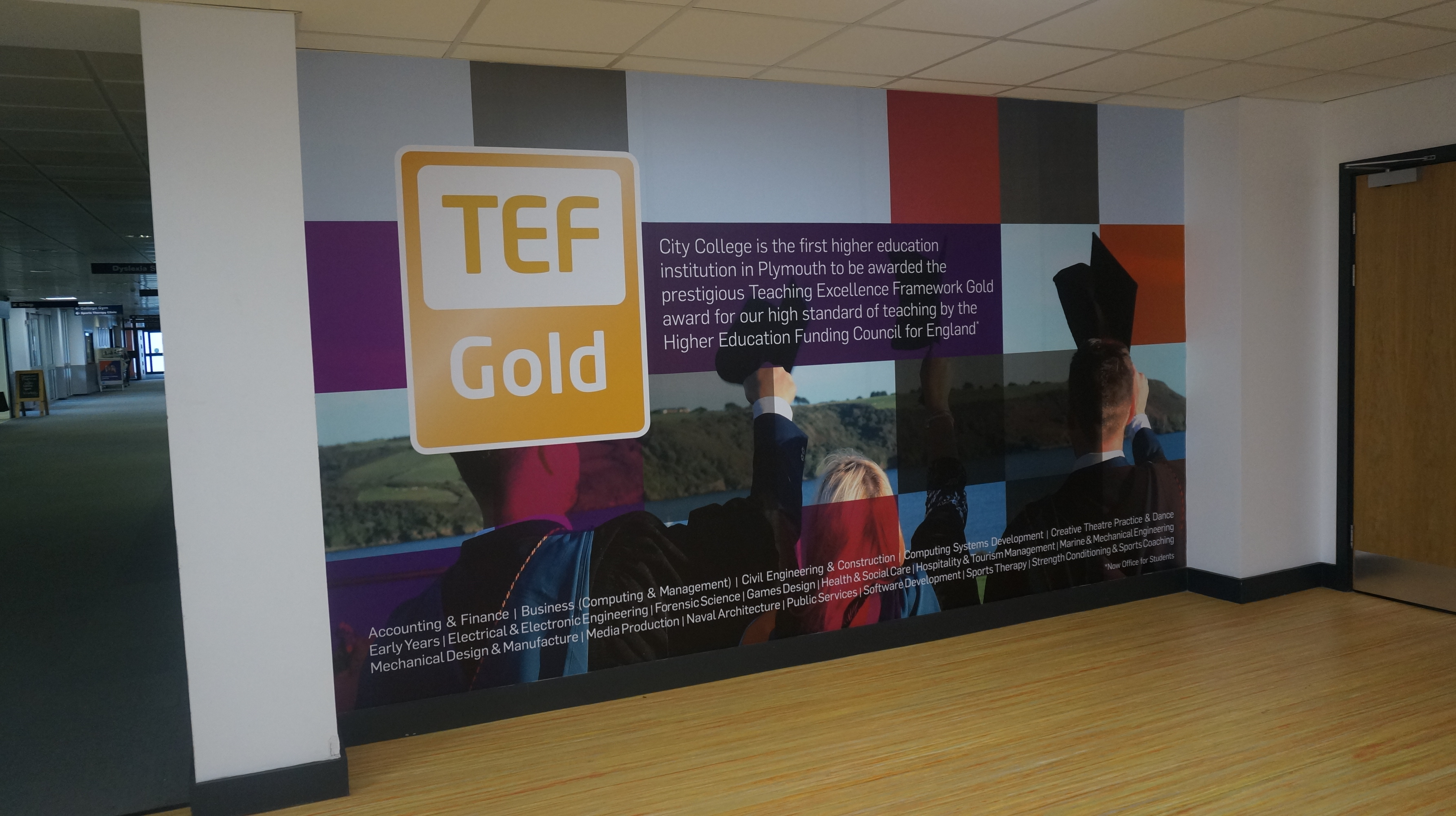
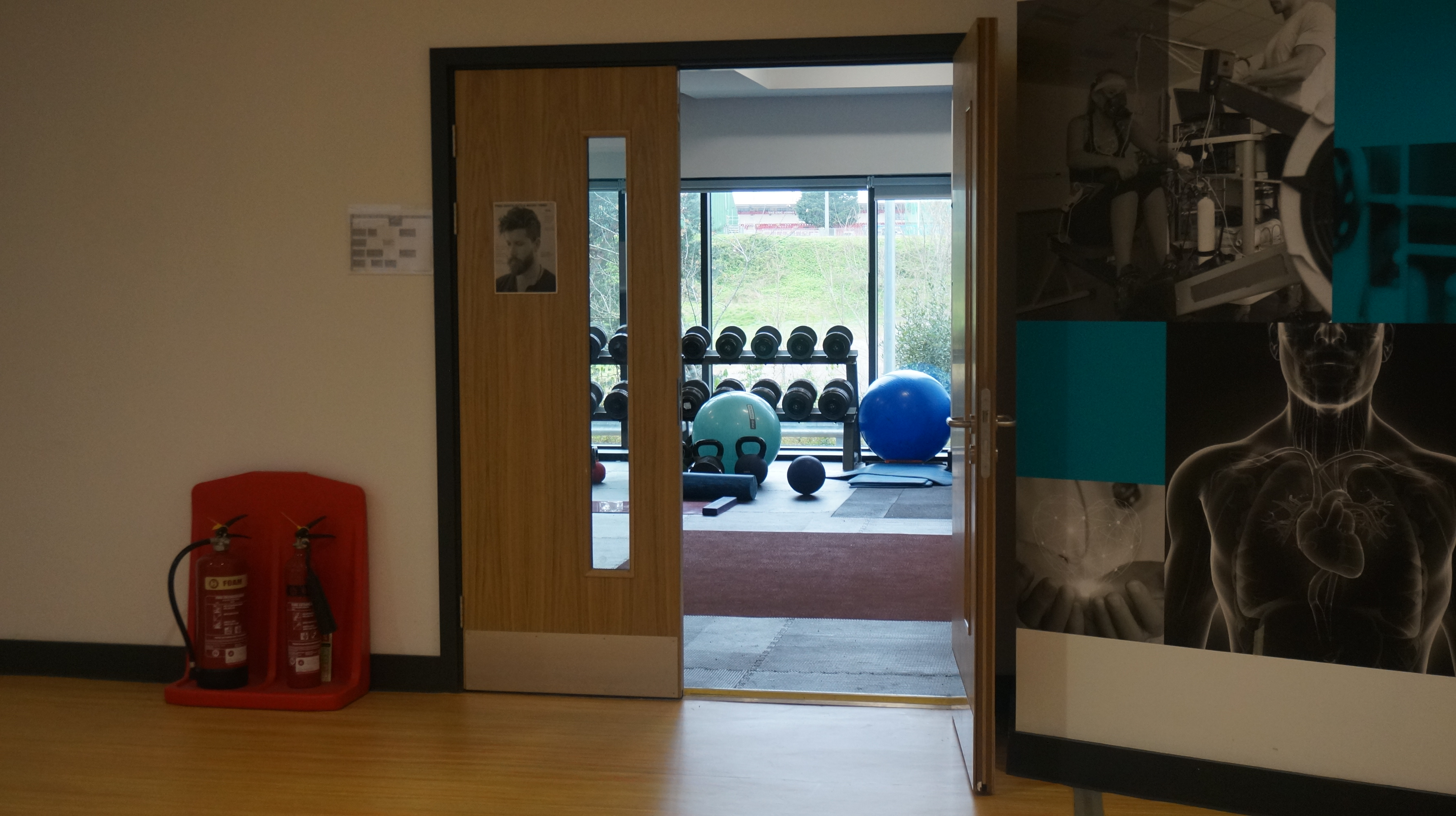
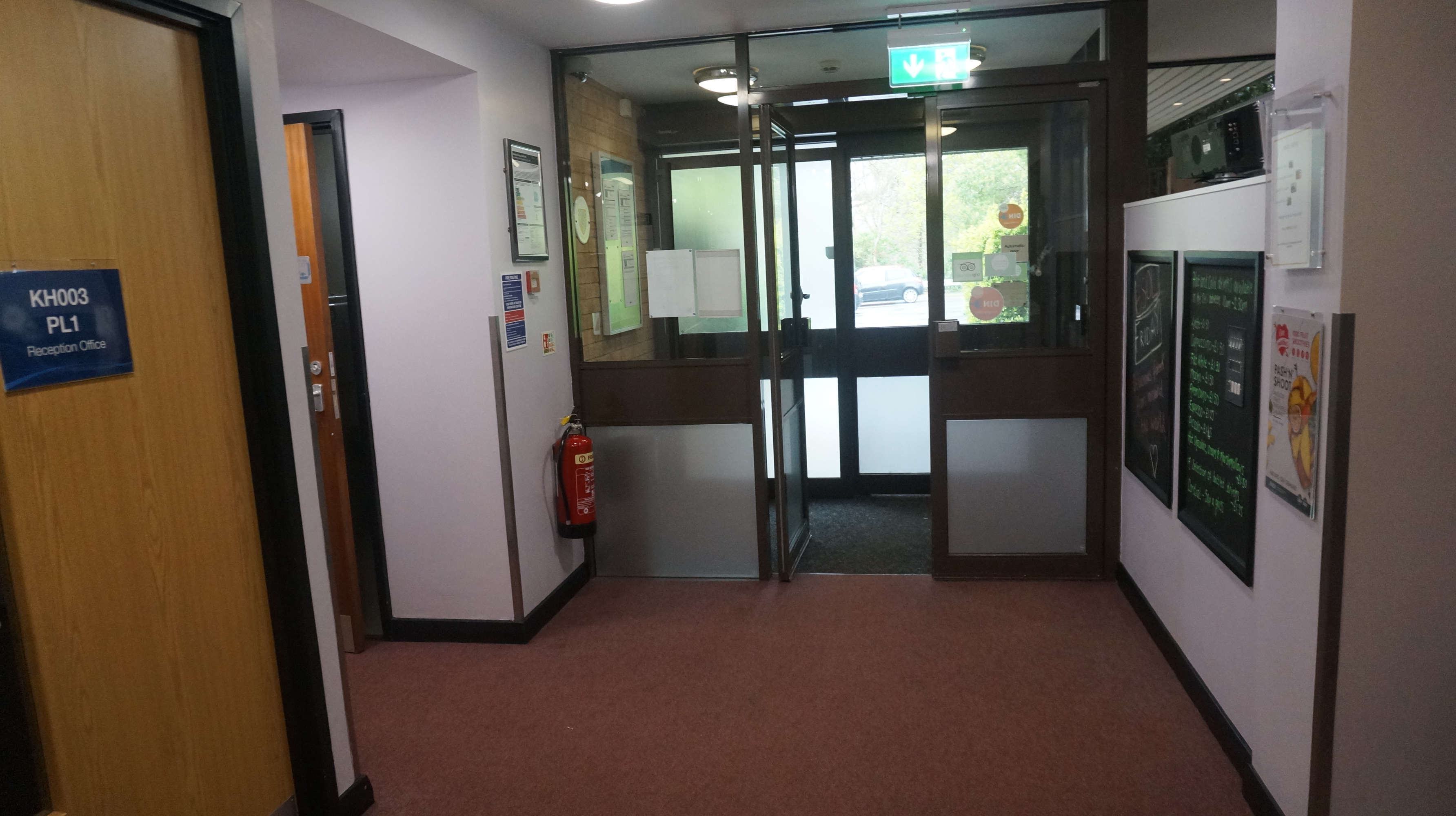
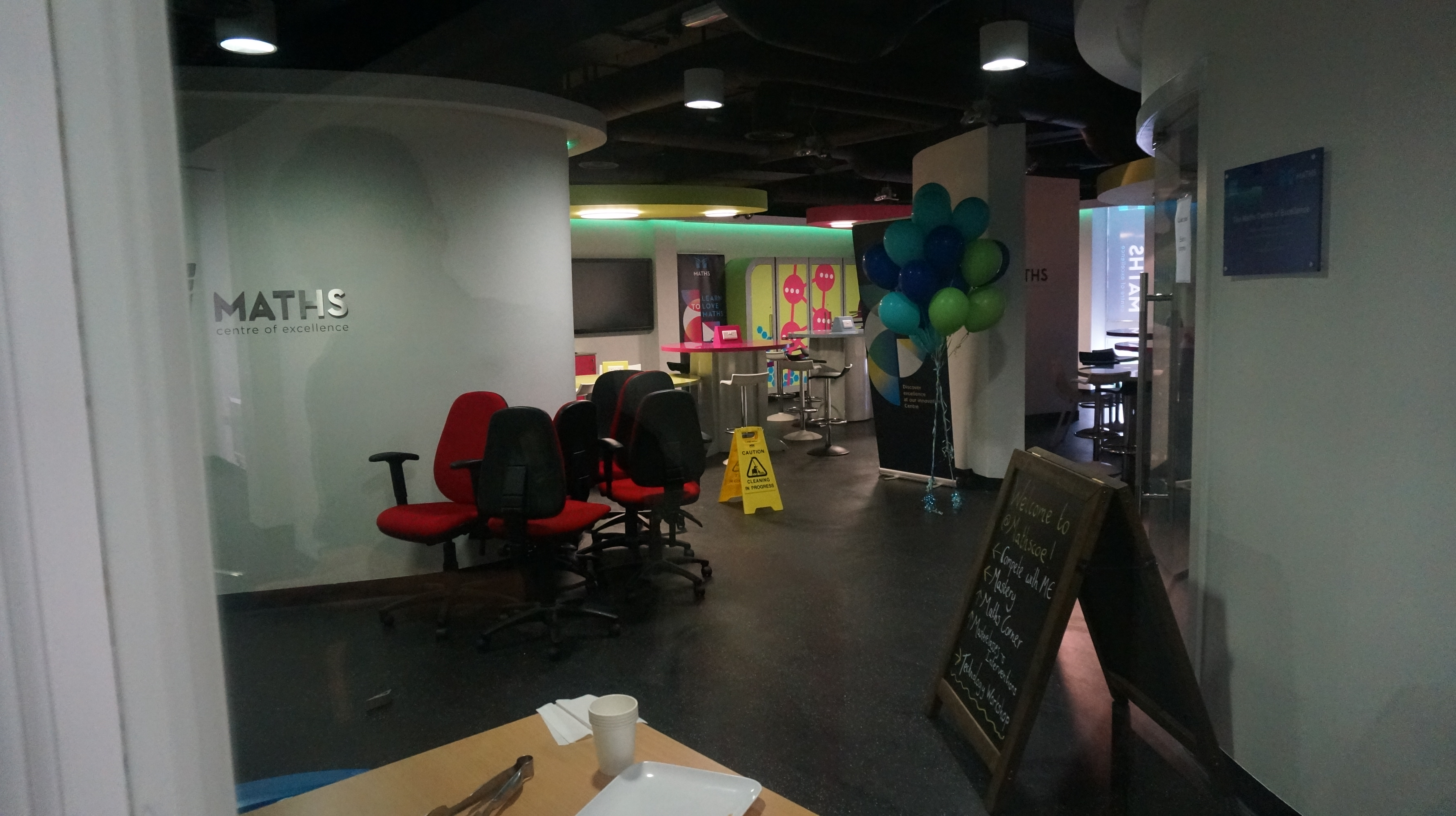
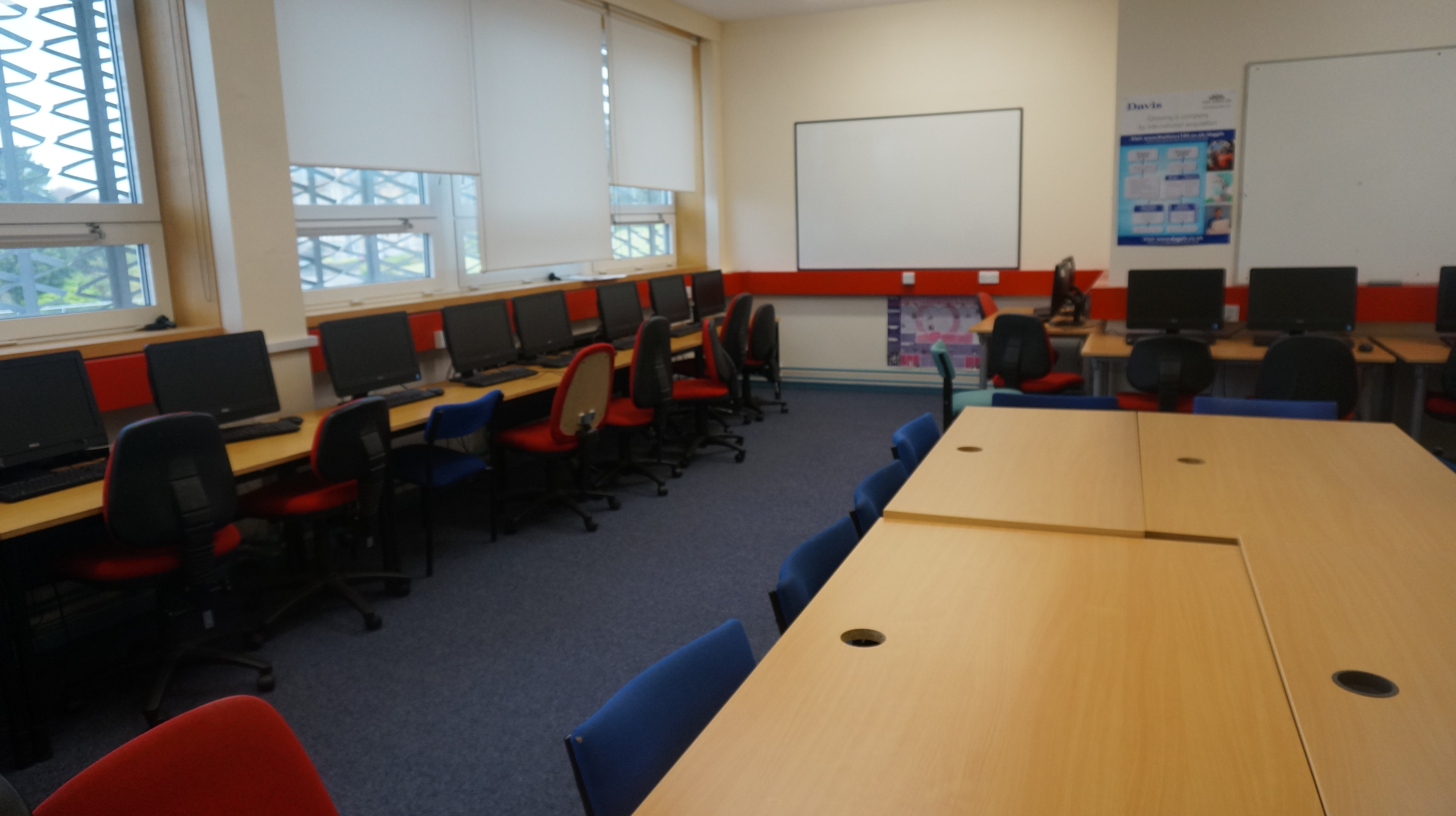
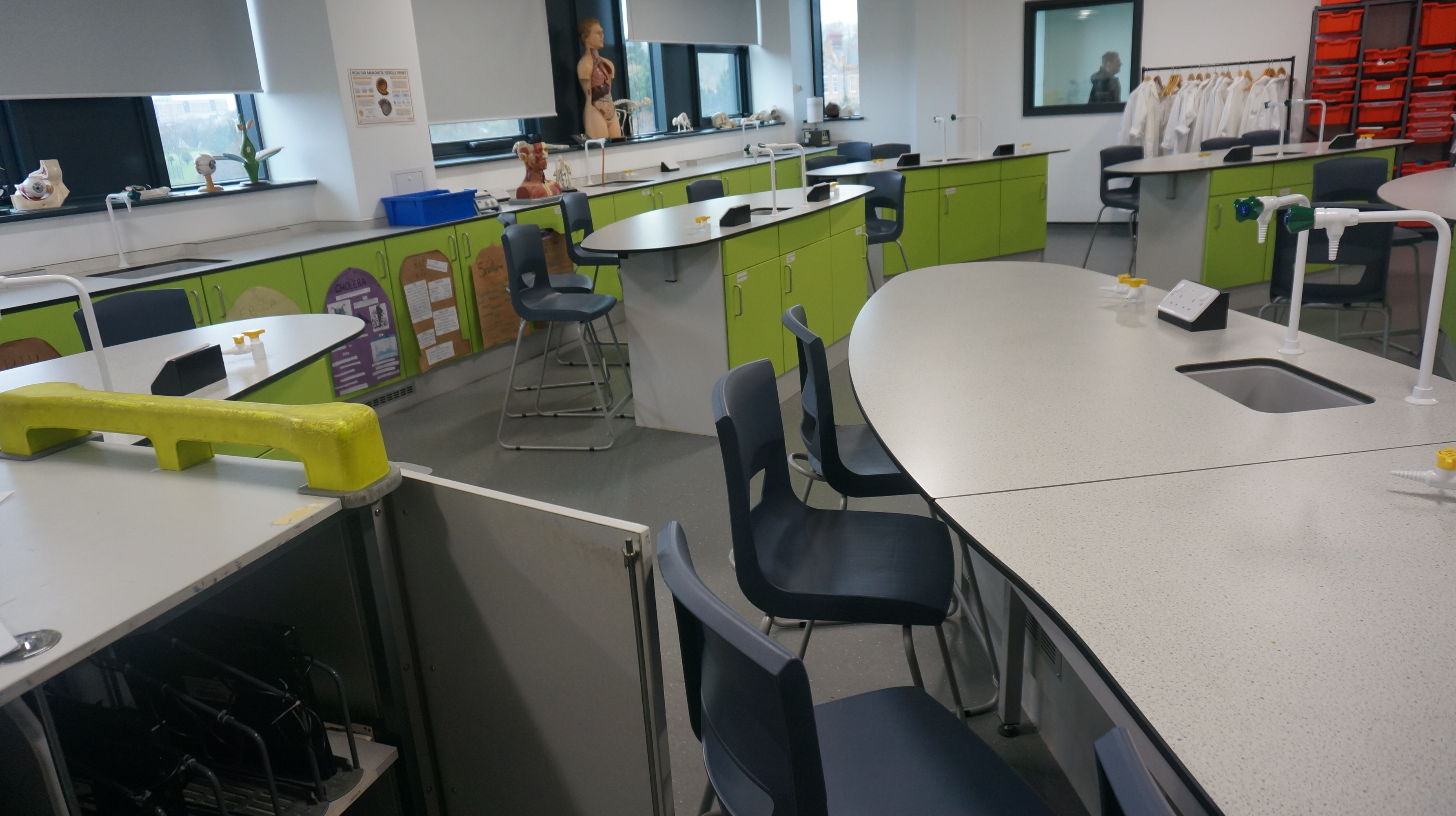
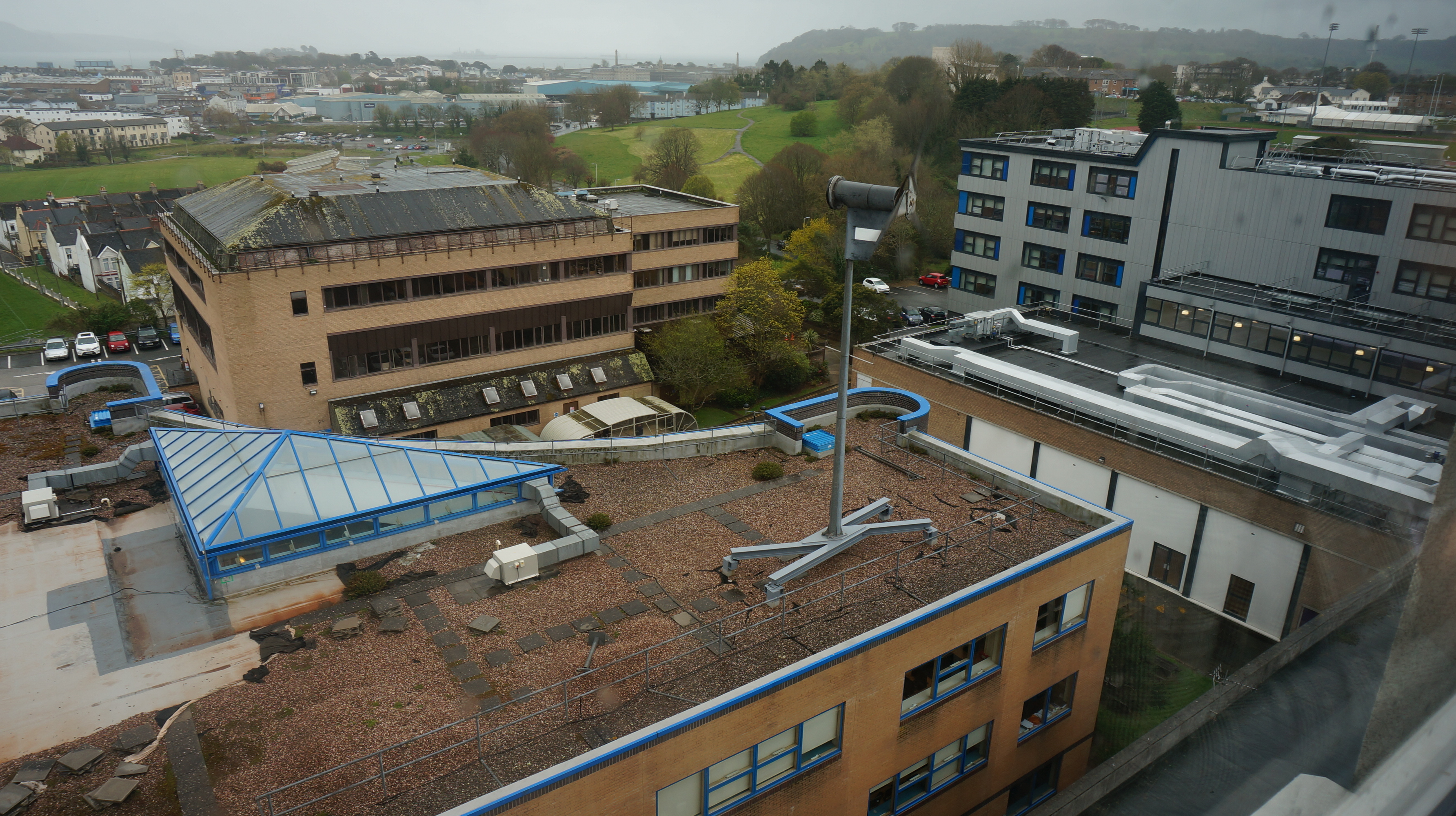
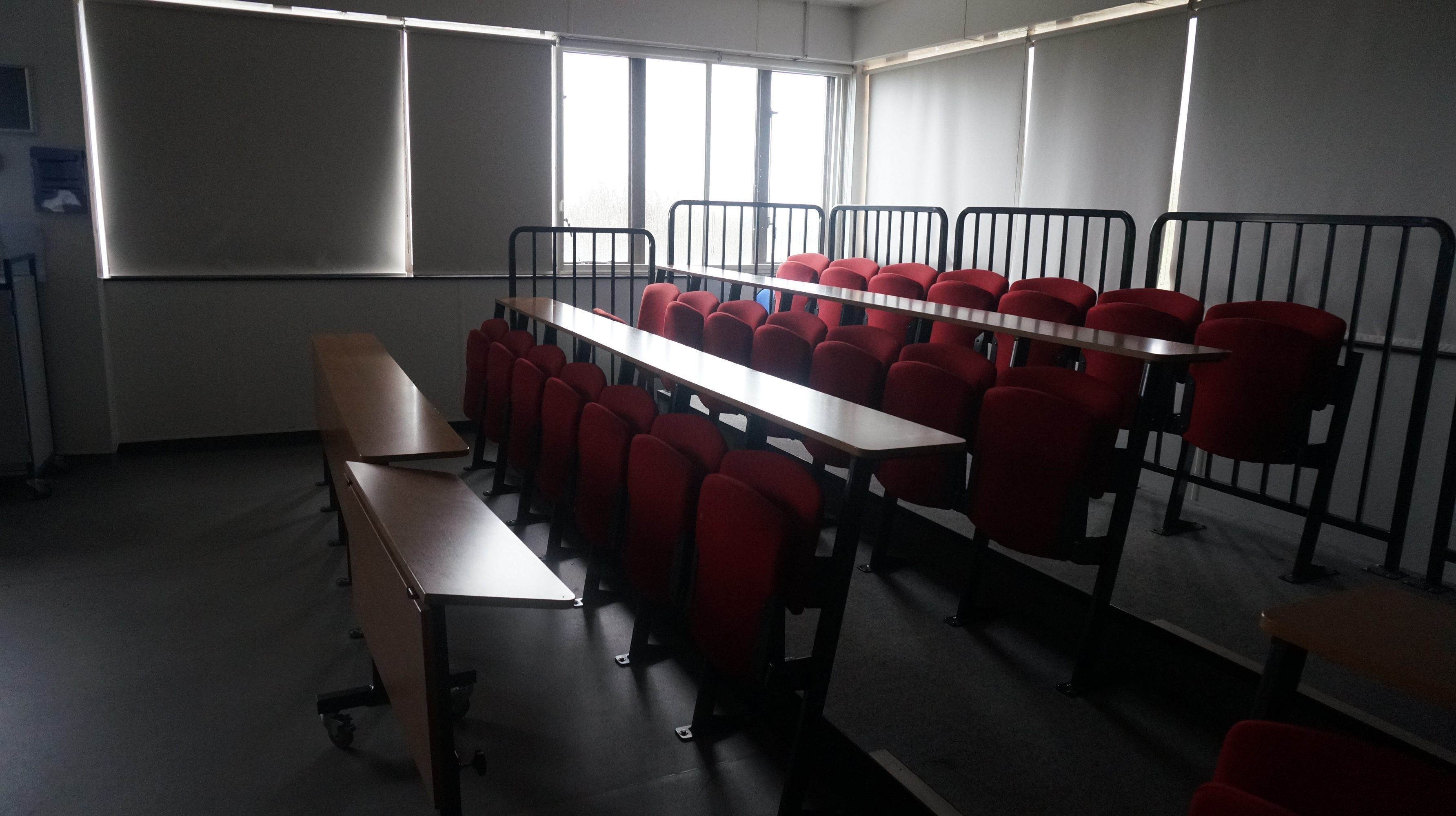
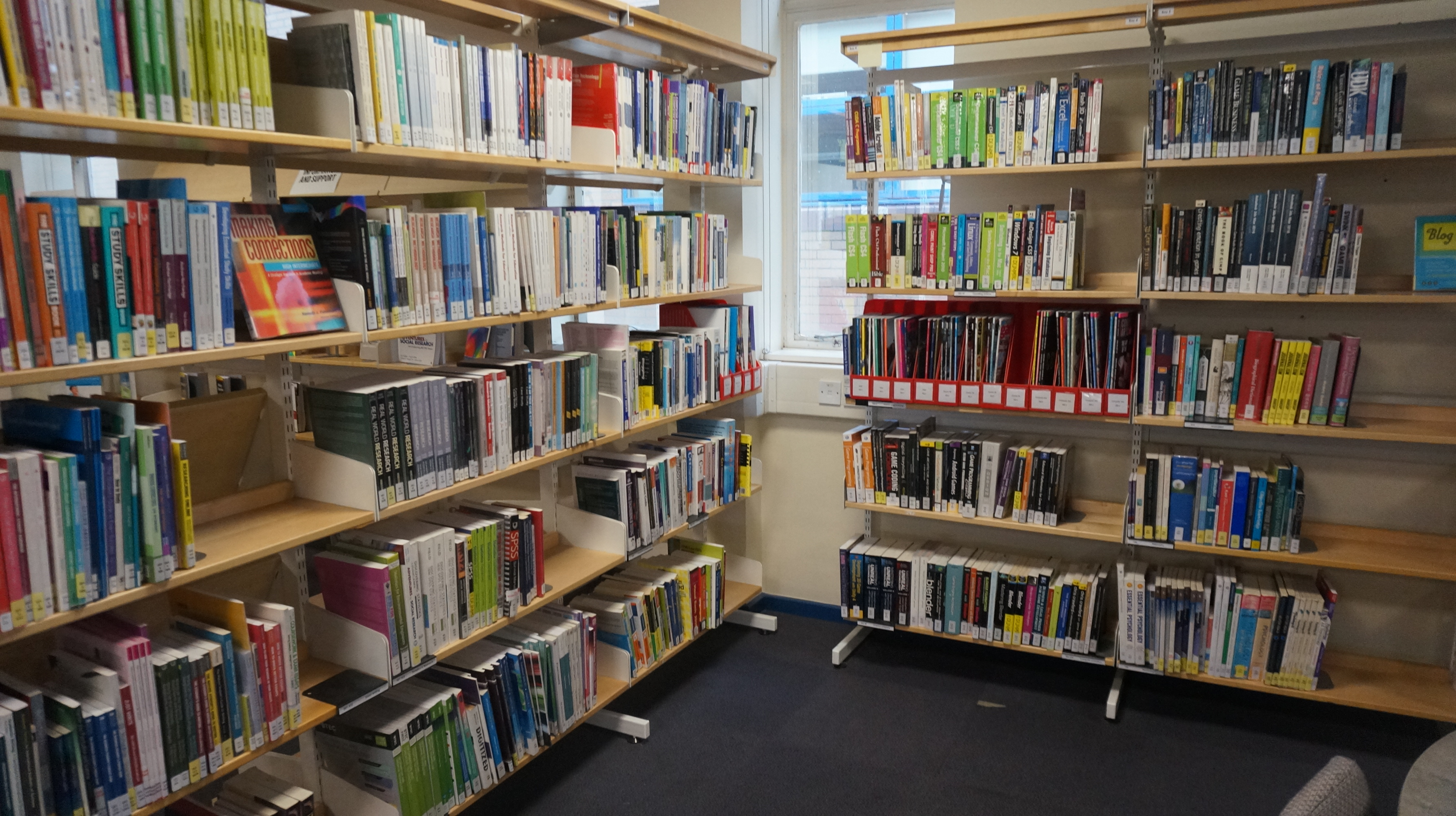
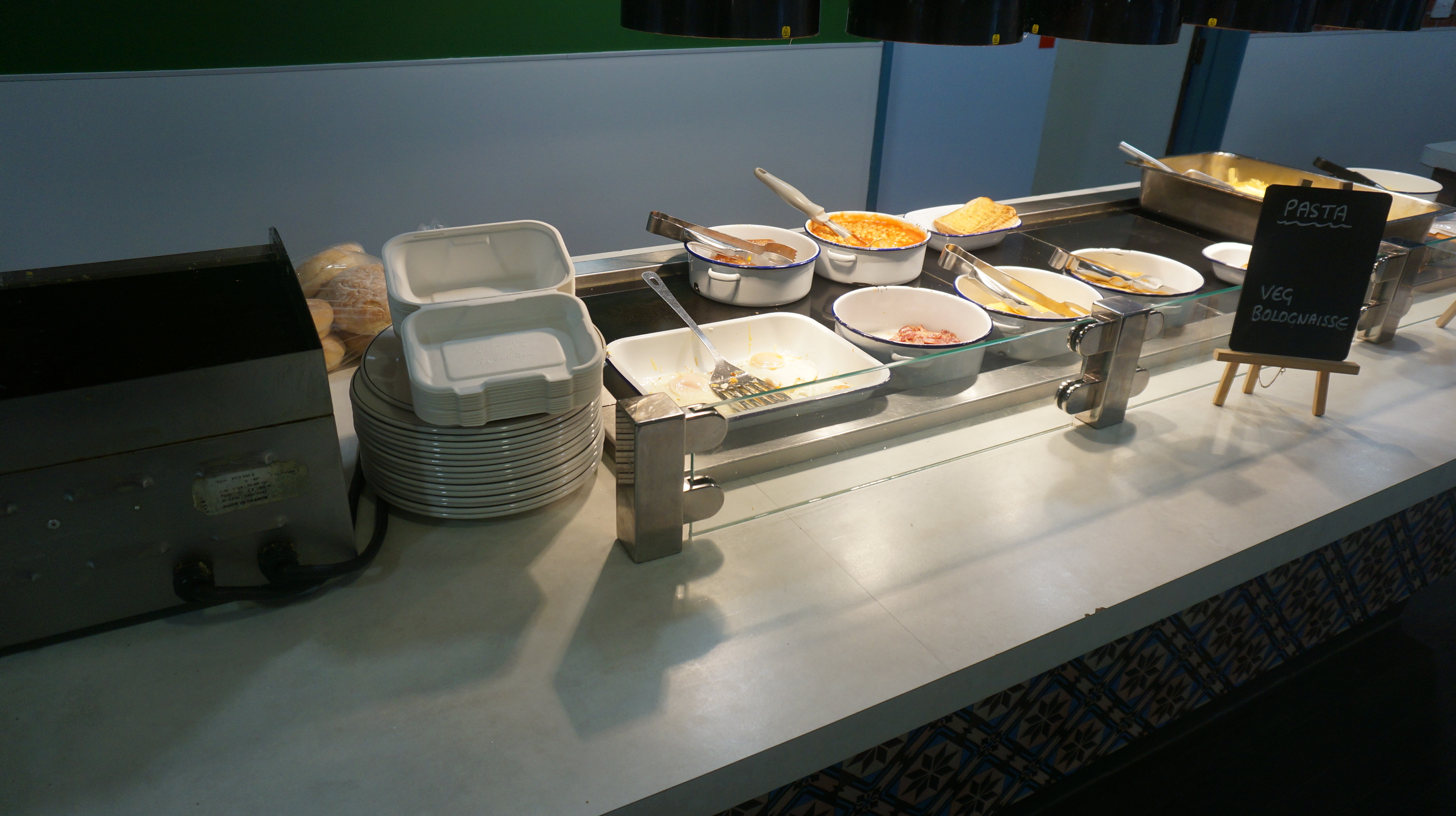
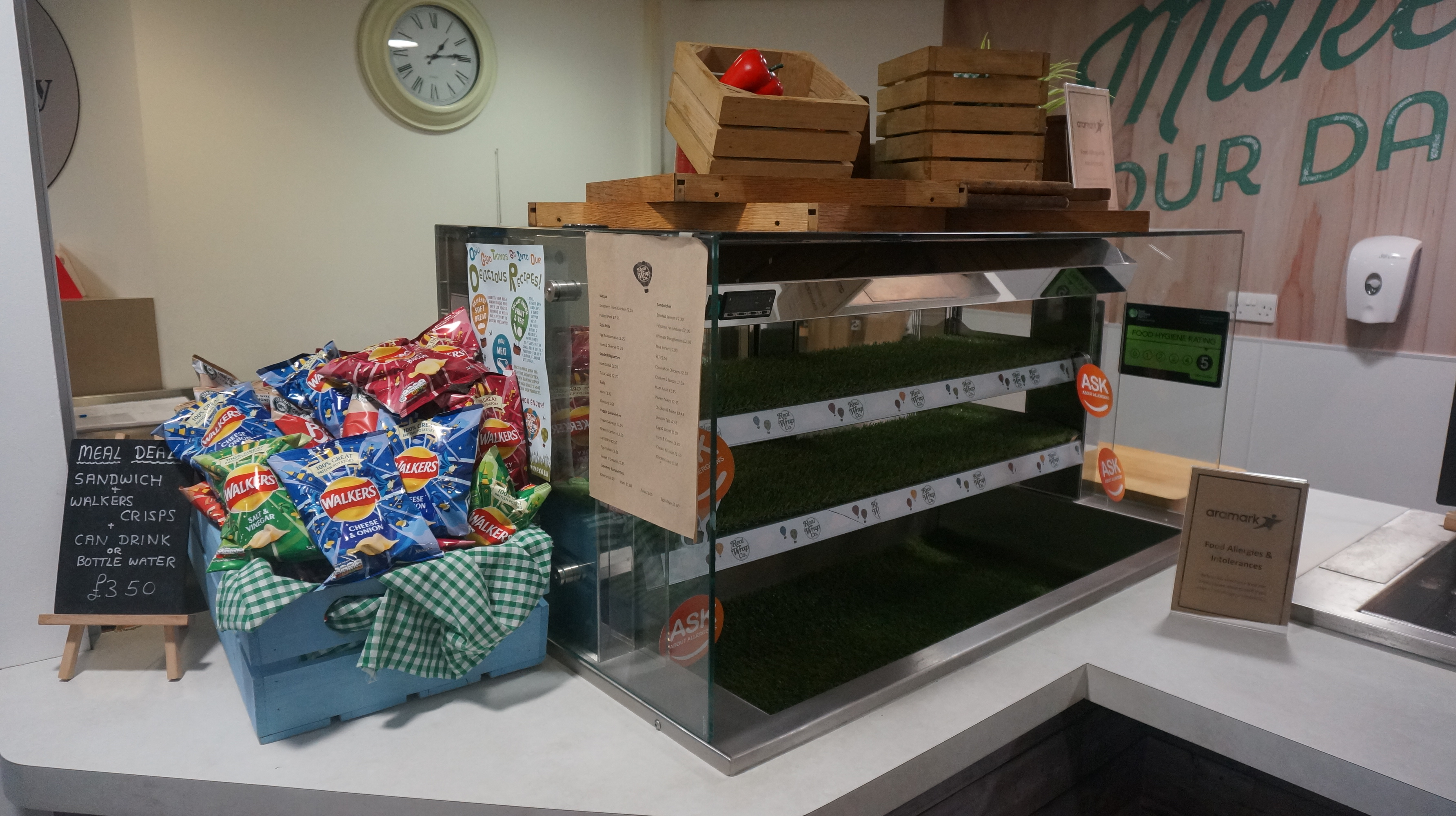
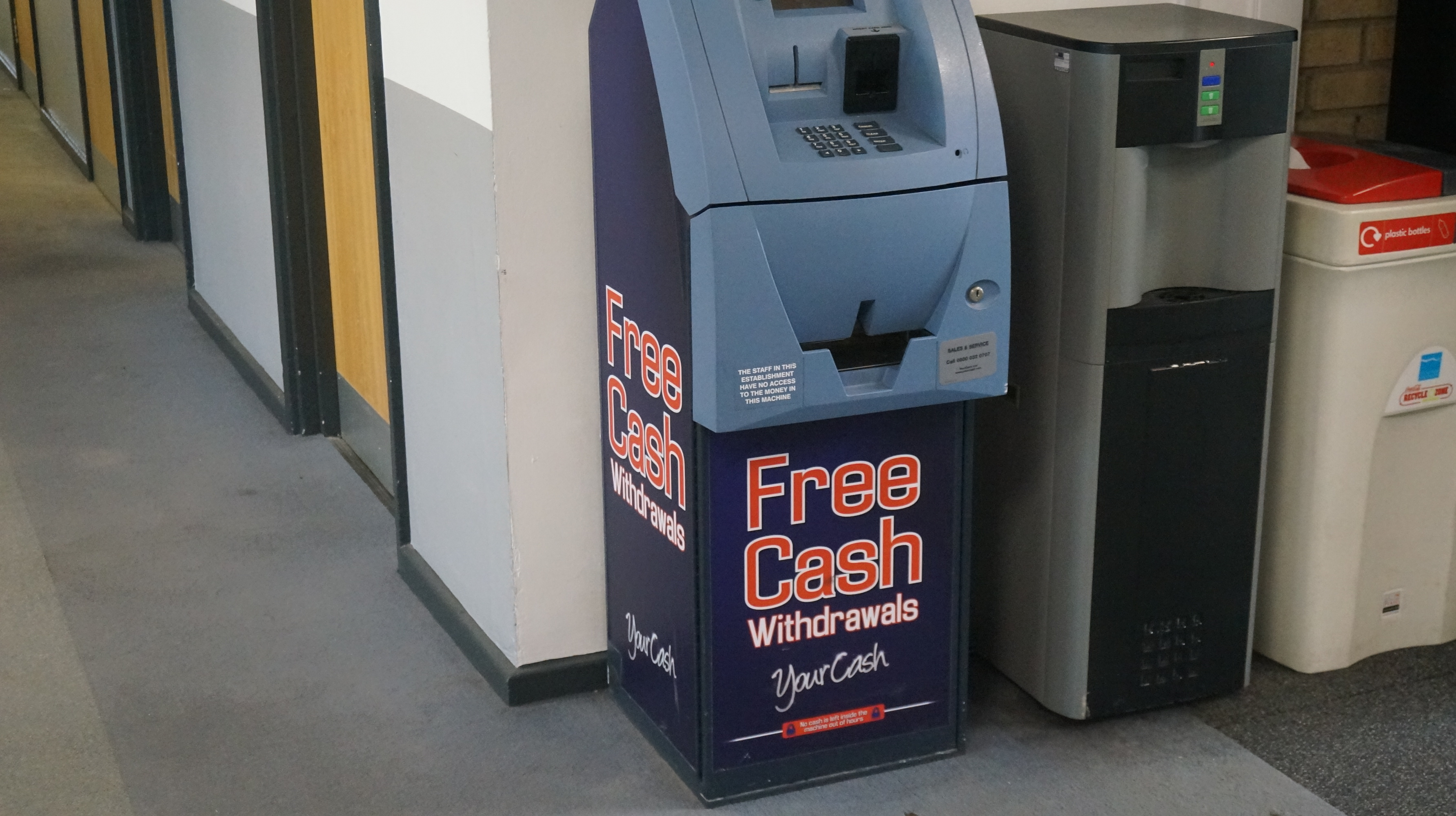
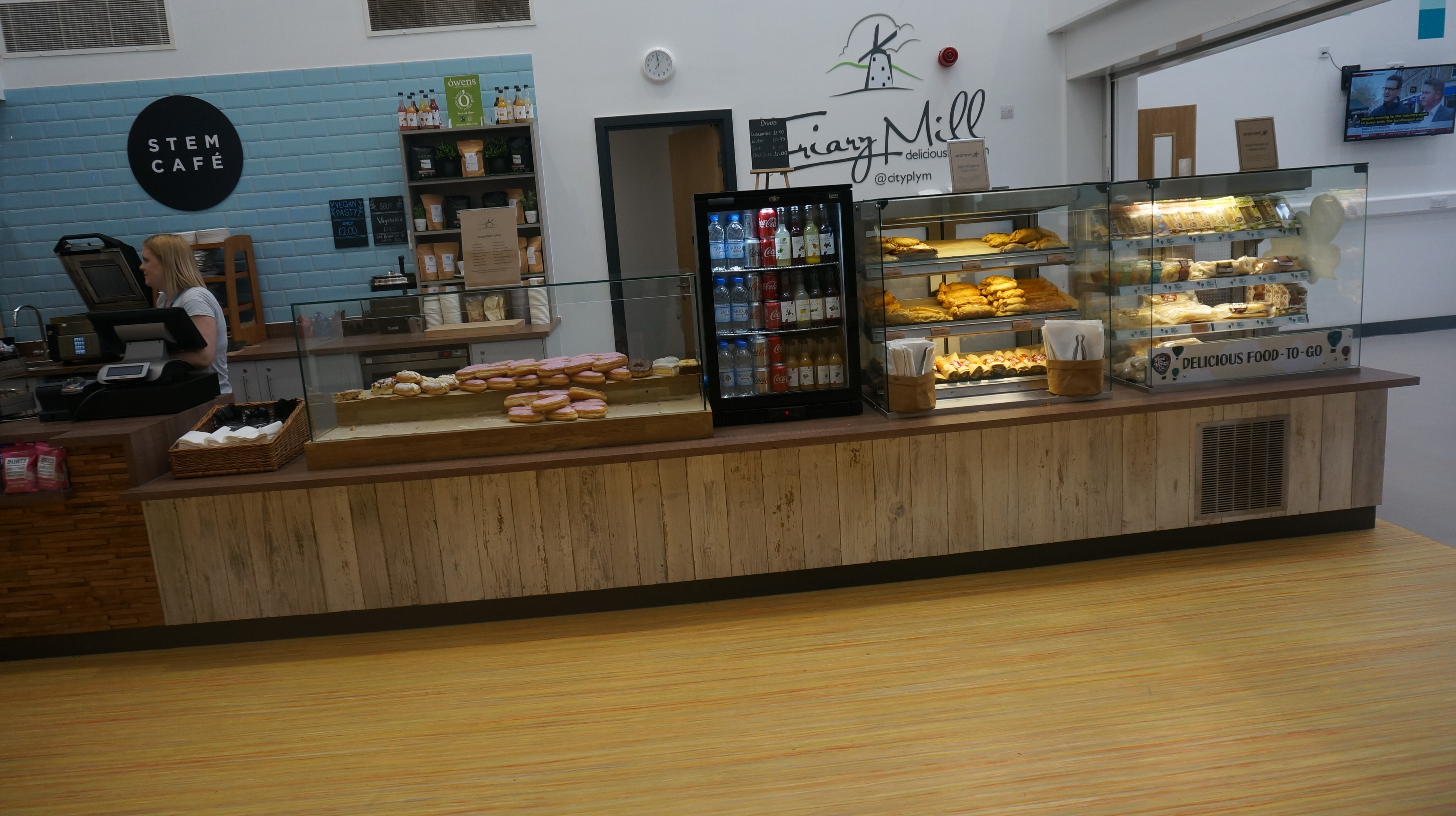
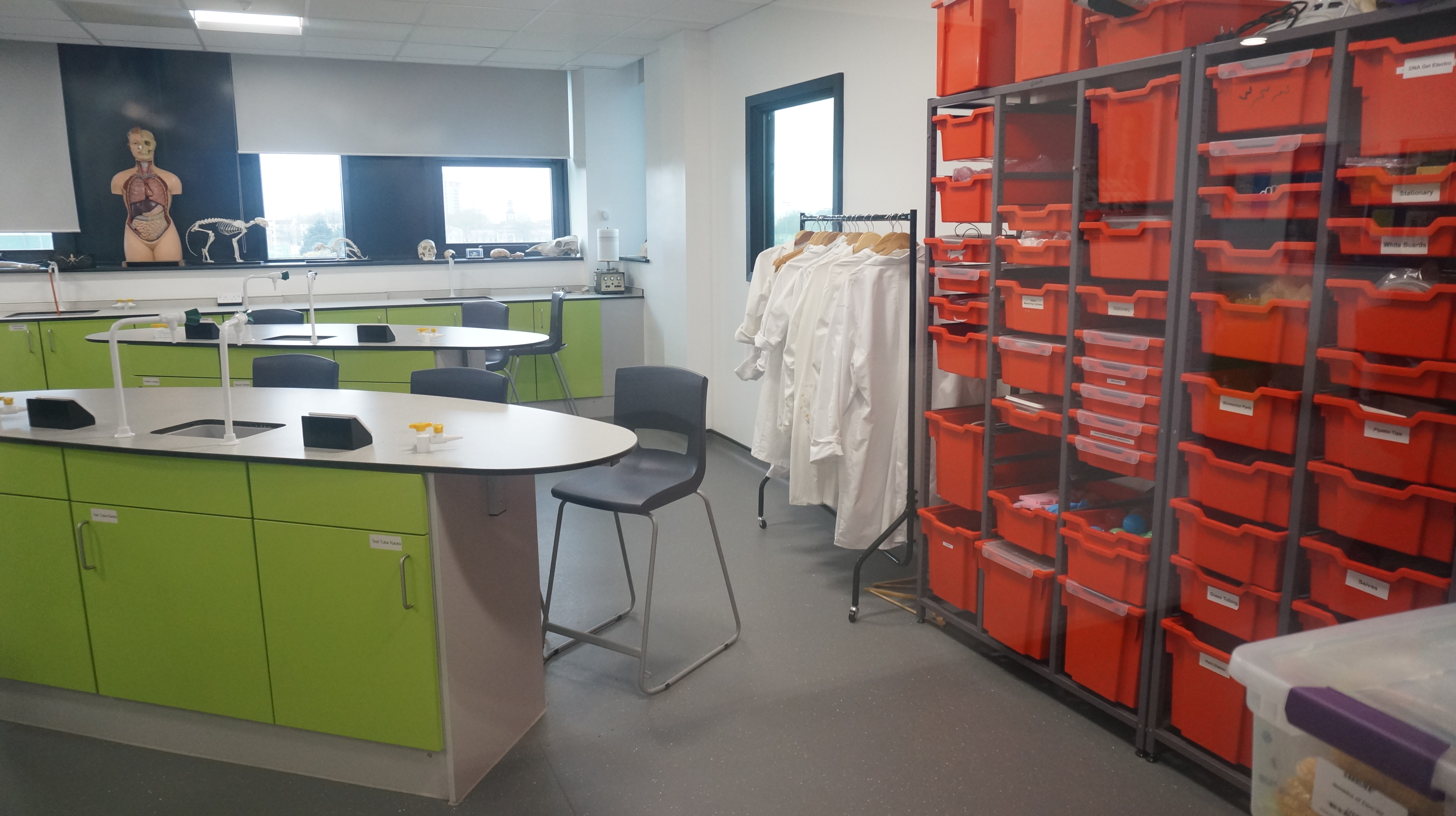
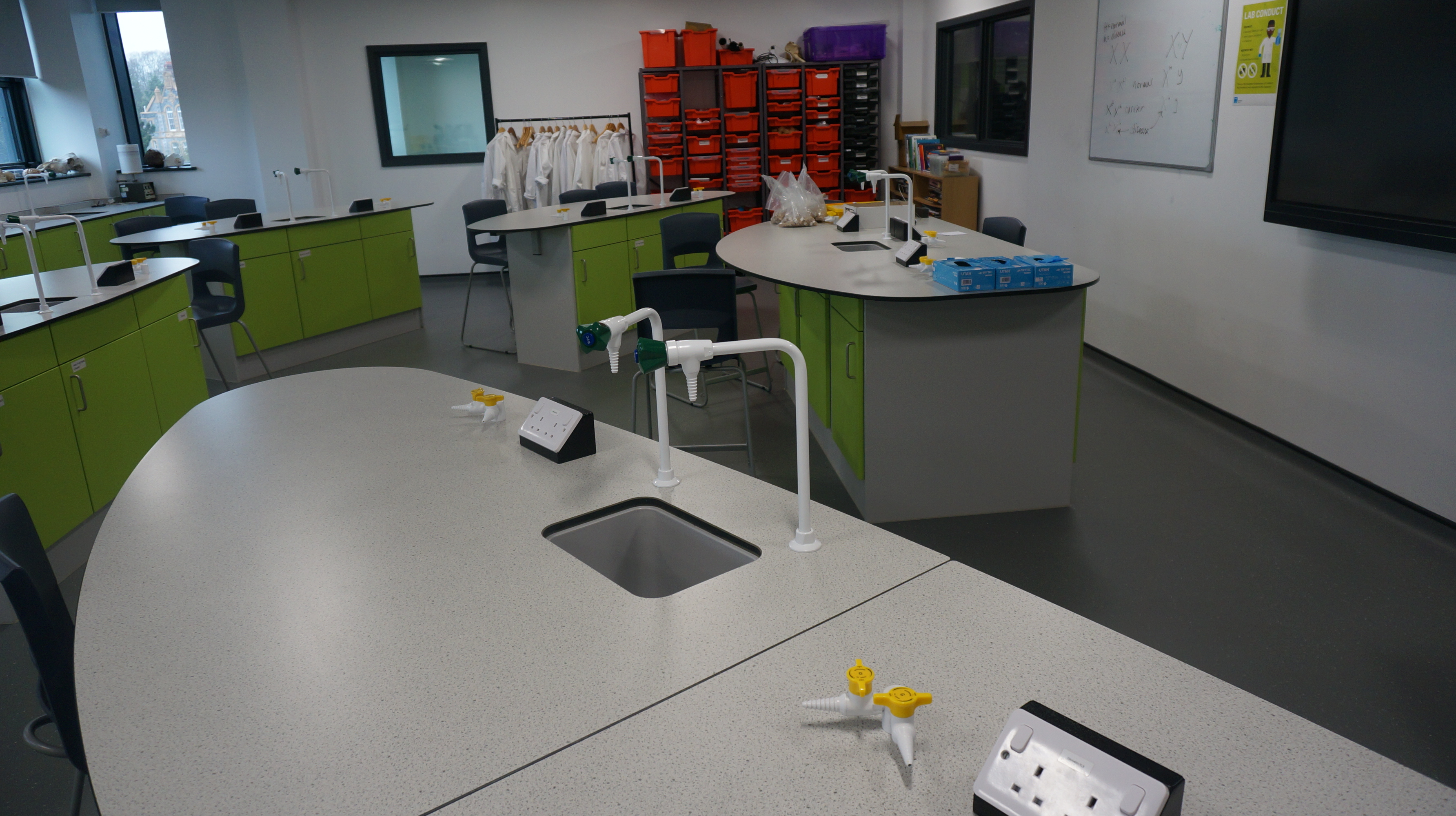

## 歷任校長
| 起迄年份             | 姓名                        | 簡介 |
| -------------------- | --------------------------- | --- |
| 1970-1988年          | W B. (Bill) Foster          | 該學院的第一任校長，考文科技學院（Coventry Technical College）的前校長 |
| 1988-2000年          | Guardino (Ross) Rospigliosi | 退休後，他繼續參與各個國家教育委員會的工作，於2011年2月去世，享年82歲。 |
| 2000-2005年          | David Percival              | 任職學院校長前為北安普頓學院（Northampton College）的校長 |
| 2006-2011年          | Viv Gillespie               | 沃里克郡大學（Warwickshire College）前任校長，同時也為該學院第一位女校長 |
| 2012-2018年          | Phil Davies                 | 貝德福德大學（Bedford University）企業管理系教授。他是首位由現有大學教職員聘任的校長 |
| 2018年7月-11月       | Garry Phillips              | 今年7月9日甫上任的CEO兼校長上任，之前任職於西倫敦學院（West London College）行政總裁；2018年11月辭職 |
| 2018年11月-2019年3月 | Penny Wycherley             | Wycherley女士是倫敦沃爾瑟姆森林學院的前任校長，擁有多年的管理經驗並且十分了解進修教育相關。目前為暫時代理校長，預計在2019年替校方遴選適合的校長人選                                                                                |
| 2019年3月上任至今    | Jackie Grubb                | Jackie Grubb目前為City of Westminster College的校長，過去更曾擔任過Basingstoke College of Technology的副校長、Swindon College 的課程主任、Ofsted的視察員。希望藉著她在進階教育方面豐富的經驗帶領普利茅斯城市學院邁向更好的新章節。 |